# Botryosphaeria ribis
Botryosphaeria ribis là một loài Ascomycetes trong họ Botryosphaeriaceae. Loài này được Grossenb. & Duggar miêu tả khoa học đầu tiên năm 1911.
Đây là loài gây hại của cây Heritiera fomes, phát triển phổ biến ở Bangladesh.